# ГАЕС Zhānghéwān
ГАЕС Zhānghéwān (张河湾抽水蓄能电站) — гідроакумулювальна електростанція на сході Китаю у провінції Хебей. Її резервуари створені у сточищі річки Гантао, правої твірної Yehe, яка, своєю чергою, є правою притокою Хутуо (на прибережній рівнині зливається з Фуянг у річку Зія, котра впадає до Бохайської затоки на південній околиці Тяньцзіня).
Нижній резервуар створили на Гантао за допомогою мурованої греблі висотою 77 метрів та довжиною 430 метрів. Вона утримує водосховище з об'ємом 83,3 млн м3 (корисний об'єм 58,3 млн м3) та коливанням рівня поверхні в операційному режимі між позначками 464 та 488 метрів НРМ (під час повені рівень може незначно зростати до 488,1 метра НРМ).
Верхній резервуар спорудили на висотах лівобережжя Гантао за допомогою кільцевої кам'яно-накидної дамби з асфальтобетонним облицюванням висотою 57 метрів та довжиною 2843 метри. Вона утримує водойму з об'ємом 7,7 млн м3 (корисний об'єм 7,2 млн м3) та коливанням рівня поверхні в операційному режимі між позначками 779 та 810 метрів НРМ (під час повені рівень може незначно зростати до 810,5 метра НРМ).
Резервуари з'єднані між собою та з розташованим між ними підземним машинним залом за допомогою двох тунельних трас загальною довжиною по 0,85 км (у тому числі 0,17 км тунель до нижнього сховища).
Станцію обладнали чотирма оборотними турбінами типу Френсіс потужністю по 250 МВт, які використовують номінальний напір у 305 метрів та забезпечують виробництво 1675 млн кВт·год електроенергії на рік при споживанні для зворотного закачування 2204 млн кВт·год.
Зв'язок з енергосистемою відбувається по ЛЕП, розрахованій на роботу під напругою 500 кВ.